# Eritreanska järnvägen
Eritreanska järnvägen är den enda järnvägslinjen i Eritrea. Den byggdes mellan åren 1887 och 1932, först mellan hamnen i staden Massawa och huvudstaden Asmara i den italienska kolonin Italienska Eritrea och senare även till staden ’’Bishia’’ nära gränsen mot Sudan. Järnvägen förstördes genom krigshandlingar och allmänt förfall, men sträckan mellan Massawa och Asmara har delvis återuppbyggts. Sedan 1990-talet har den haft sporadisk drift med mer än 50 år gamla lok och vagnar.
Eritreanska järnvägen är en av de sista järnvägslinjerna som, bortsett från museijärnvägar, använder rullande materiel från 1930-talet såsom den italienskbyggda rälsbussen ’’Littorina’’ och gamla Mallet ånglok. Järnvägen är smalspårig med en spårvidd på 950 mm.

## Konstruktion
Järnvägen mellan Italienska Eritreas största städer Massawa och Asmara byggdes av italienska ingenjörer. Eftersom Eritrea var en italiensk koloni konstruerades och byggdes den, enligt italiensk standard, med utrustning och material från Italien och Frankrike. Den valda spårvidden, 950 mm, var standard för smalspåriga järnvägar i Italien vid denna tid.
Man började att bygga i hamnstaden Massawa vid Röda havet år 1887 och fortsatte mot huvudstaden Asmara. Första delen, från Massawa till Saati, var en Decauvillejärnväg på 27 km. Projektet framskred långsamt på grund av att den långa och kraftiga lutningen upp mot högplatån i  inlandet krävde stora resurser och ingenjörskunskaper. Järnvägen nådde fram till Asmara år 1911 och förlängdes till Keren år 1922, ’’Agat’’ år 1925, Ak'ordat år 1928, och slutligen Bishia år 1932 – en total sträcka på 280 km. Bishia blev slutstationen även om man hade ambitionen att via Teseney nå fram till järnvägslinjen i Kassala i Sudan. Det var Mussolinis invasion av Etiopien som ledde till en omfördelning av resurserna.
Bygget av järnvägen mellan Massawa och Asmara var en stor bedrift. Även om en smalspårig järnväg kräver mindre utrymme och tolererar mindre kurvradier, behövdes det 65 broar (varav en viadukt med 14 valvbågar över floden Ubel) och 39 tunnlar, den längsta 320 m lång. Trots det är lutningen mer än 3 % på delar av sträckan. Högsta punkten, just utanför Asmara, är 2 394 meter över havet.

## Historik
År 1932 var järnvägen i full drift och tre år senare, år 1935, körde man upp till 30 tåg om dagen med förnödenheter till de krigande italienska styrkorna i Etiopien. Italien kontrollerade järnvägen fram till år 1941, men när krigslyckan vände tog Storbritannien över. Järnvägslinjen fick stora skador under den brittiska ockupationen och genom gerillakriget i Etiopien och trafiken från Ak´ordat till Bishia ställdes in år 1942.
År 1942 utökades den rullande materielen med ett par diesellok. På grund av de omfattande skadorna från Andra världskriget monterades delen mellan Massawa och Asmara också delvis ned.
Eritrea styrdes av Storbritannien under ett FN-mandat tills landet, år 1953, ingick en federation med Etiopien. Det blev början på 40 års oroligheter och senare krig. Etiopiens kejsare Haile Sellassie utnämnde den förra järnvägschefen ‘’Yacob Zanios’’ från staden Dire Dawa till generaldirektör  med ansvar för att bygga upp infrastrukturen igen och integrera järnvägen i transportsystemet. På bara 4 år omvandlade han järnvägslinjen till ett välfungerande företag.
På 1950- och 1960-talen var järnvägslinjen framgångsrik, men på 1970-talet minskade trafiken på grund av dålig skötsel och ökande politiska oroligheter. Järnvägen förstördes under Derg-regimens styre i Etiopien, år 1975. Under de följande årens krig förstördes också en stor del av infrastrukturen och de krigande parterna använde material från järnvägslinjen till  befästningar och andra ändamål.
År 1965 transporterade järnvägslinjen nästan en halv miljon passagerare och 200 000 ton gods, men den gick allt sämre när vägen mellan Massawa och Asmara byggdes ut och lastbilar och bussar tog över trafiken.
Fram till 1978 var linjen mellan Asmara och Keren delvis i drift. Numera (2009) trafikeras endast den 118 km långa sträckan mellan Massawa och Asmara.
|                                                                                          |
| Tåg som körs på den Eritreanska järnvägen på den eritreanska landsbygden utanför Asmara. |

|             |
| Tågarbetare |

|                                                                |
| Turister som åker på en ångloksutflykt från Asmara mot Massawa |

## Återuppbyggnad

Mellan Arbaroba och Asmara är stigningen 3,3 %

Eritrea blev självständigt efter befrielsekrigets slut år 1993 och landets president deklarerade året efter att en återuppbyggnad av järnvägen var av högsta prioritet. Under krigsåren hade man byggt upp en känsla av självständighet och vägrade att ta lån i utlandet. Eritrea bestämde sig istället för att klara återuppbyggnaden av egen kraft och med egna medel. Arbetet började i Asmara med renovering av lokverkstaden och stationen, medan andra koncentrerade sig på delen i Massawa. Renoveringen av själva järnvägslinjen började i Massawa och man fortsatte västerut med att återvinna räls och metallsliprar. Samtidigt började man att renovera de lok och vagnar som hade överlevt kriget.
Järnvägslinjen har återställts mellan Massawa och Asmara, men trafikeras ännu (2019) inte regelbundet. Chartrade tåg för turister och viss godstransport förekommer dock.

## Rullande materiel
Järnvägen har två olika typer av ånglok i drift; växellok av typen 202 och draglok av typen 442.

### Växellok

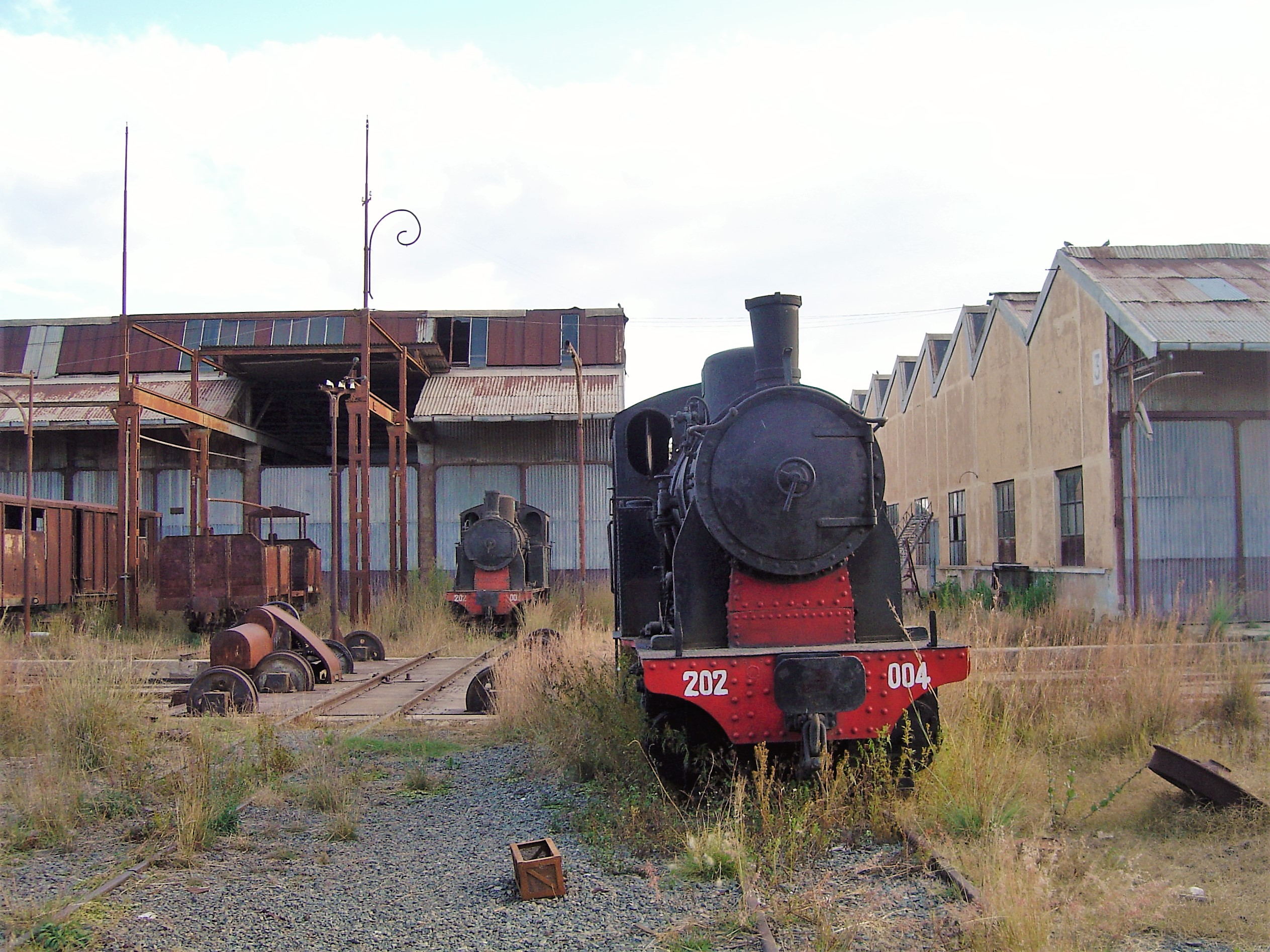
Två ånglok av typ 202 i lokverkstaden i Asmara

De små “202” tankloken används som växellok. De byggdes i Milano mellan åren 1927 och 1937 av firma ’’Società Italiana Ernesto Breda’’. De har korta sidotankar, ett kolförråd bak och en oval dom med ångdom inuti den större sanddomen. Loken är målade i traditionell europeisk stil med svart ovandel, röd underdel och röda hjul. Den röda färgen gör att eventuella sprickor och brott i lokets drivsystem lättare syns.

### Draglok

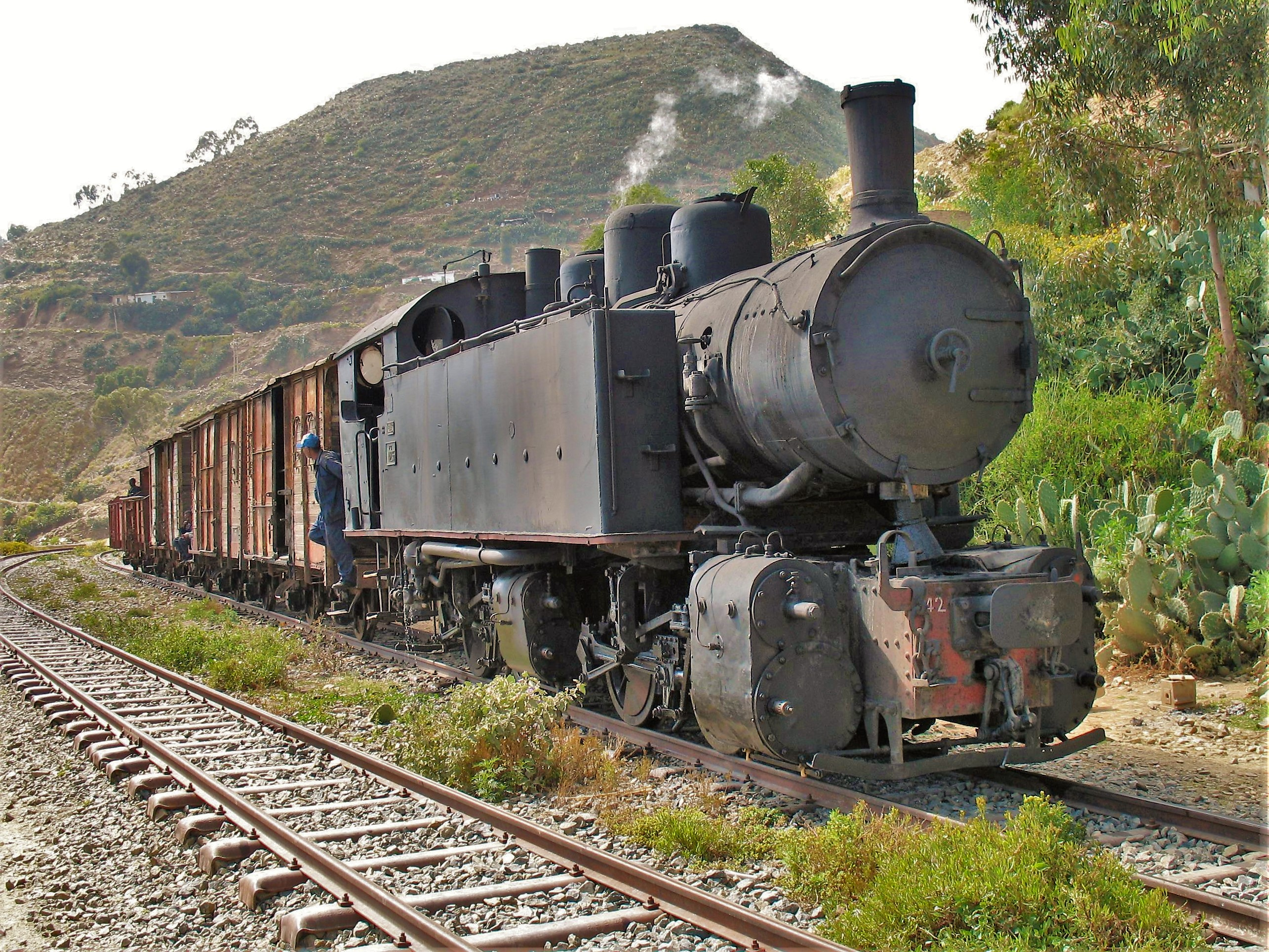
Ett Ansaldo malletlok av typ 442 från 1938

De betydligt större ”442” malletloken med kompoundångmaskin byggdes i Genua av firma Ansaldo år 1938. Det är tanklok med stora sidotankar och ett täckt kolförråd bak som används som draglok för både gods- och passagerartrafik.
Järnvägen har också några förfallna diesellok.

### Rälsbussar

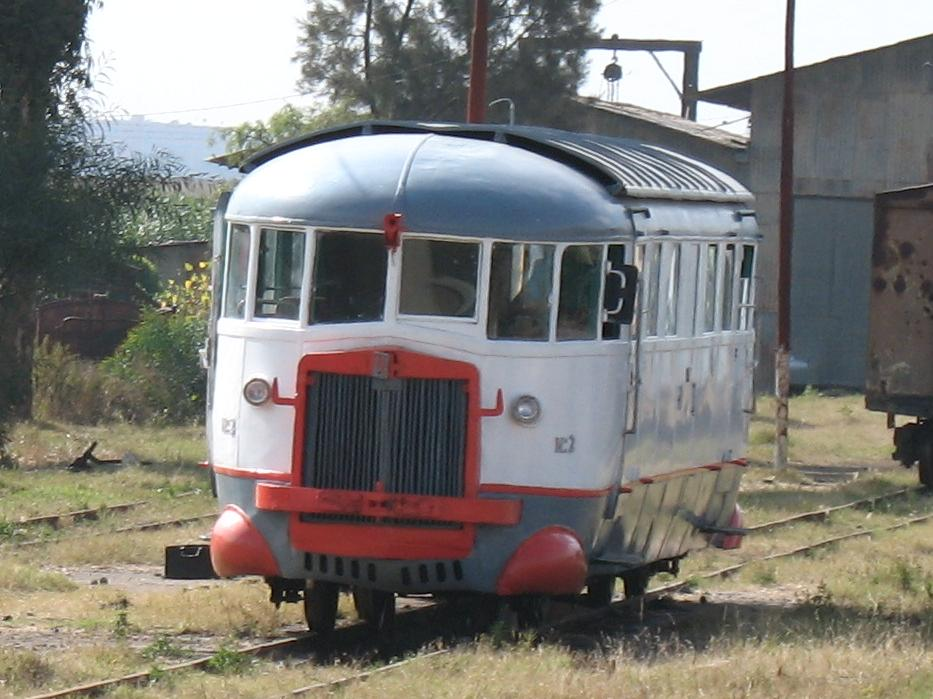
En Littorina rälsbuss på Asmara station

Tre Fiat-byggda “Littorina” rälsbussar överlevde befrielsekriget men endast en av dem är körklar idag (2019), de andra är reservdelslager. Rälsbussen är i Art déco-stil med en stor Fiat-kylare i fronten. Vagnen är ljusgrå med mörkare grå underdel och tak. Buffertarna är röda och en röd linje går också längs den gråa underdelen.

### Arbetsfordon
Några ryskbyggda lastbilar som har fått järnvägshjul påmonterade används vid underhållsarbeten på järnvägslinjen.

### Vagnar

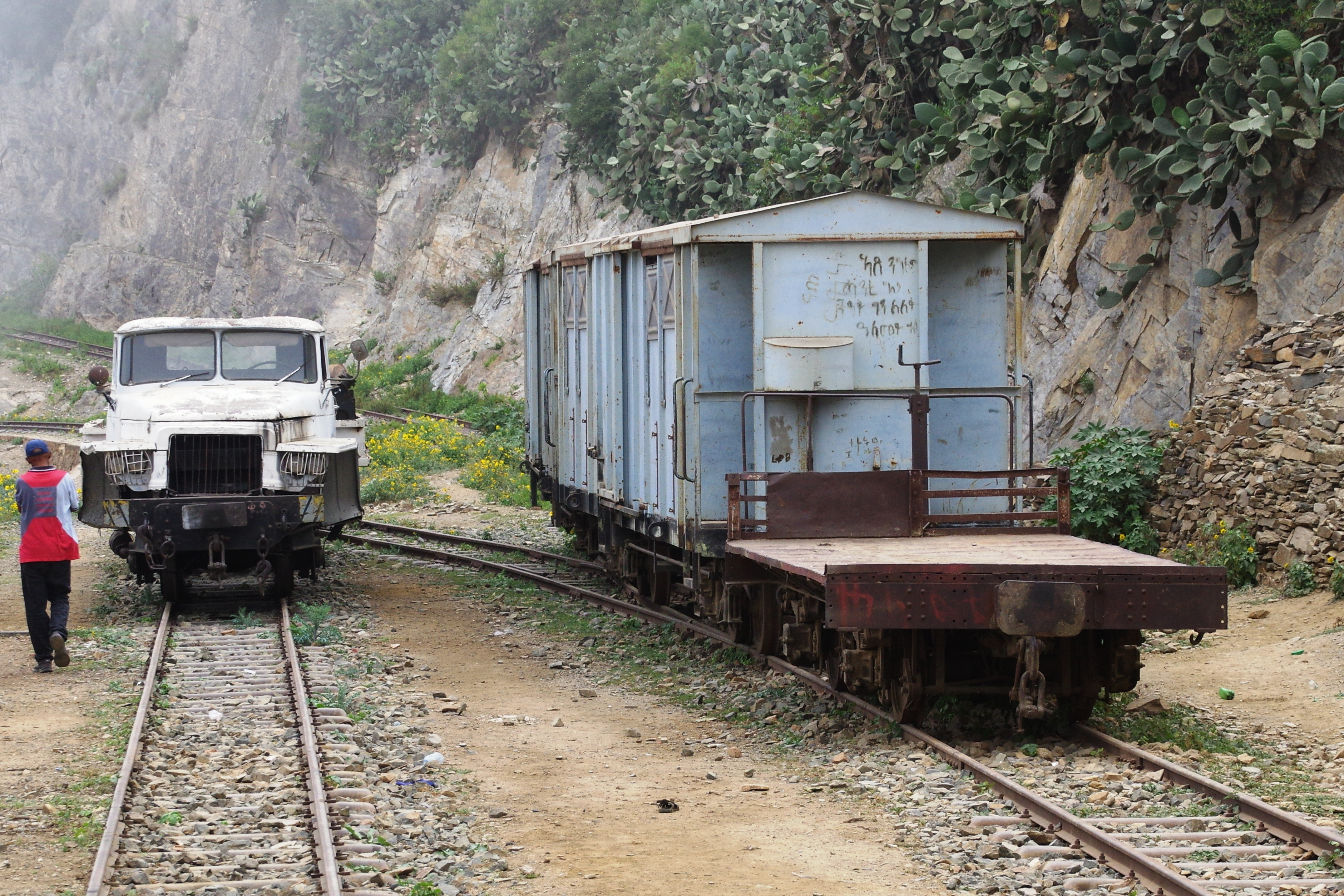
Rullande materiel, 2019

Järnvägen har ett par personvagnar med träbänkar och en plattform i båda ändar, varav den ena används av bromsaren. Det finns inga kopplade bromsar på tåget, så det bromsas antingen av loket eller med handkraft av bromsaren i vagnen.
Ett stort antal godsvagnar har överlevt, däribland några täckta vagnar som har renoverats. På sidolinjerna i närheten av Asmara står många övergivna godsvagnar, både godsfinkor och flakvagnar, många av dem 4-hjuliga.
Järnvägen har en begränsad lastprofil så man har undersökt möjligheterna för godstransport vid två tillfällen, 2006 och 2010, genom försök med containrar som lastades på traditionella flakvagnar och transporterades genom samtliga tunnlar på linjen. Två ISO-containrar från Maersk Line med utrustning ,skänkt av danska DSB till lokverkstaden i Asmara, fraktades  utan problem hela vägen från Massawa till Asmara.

## Linbana

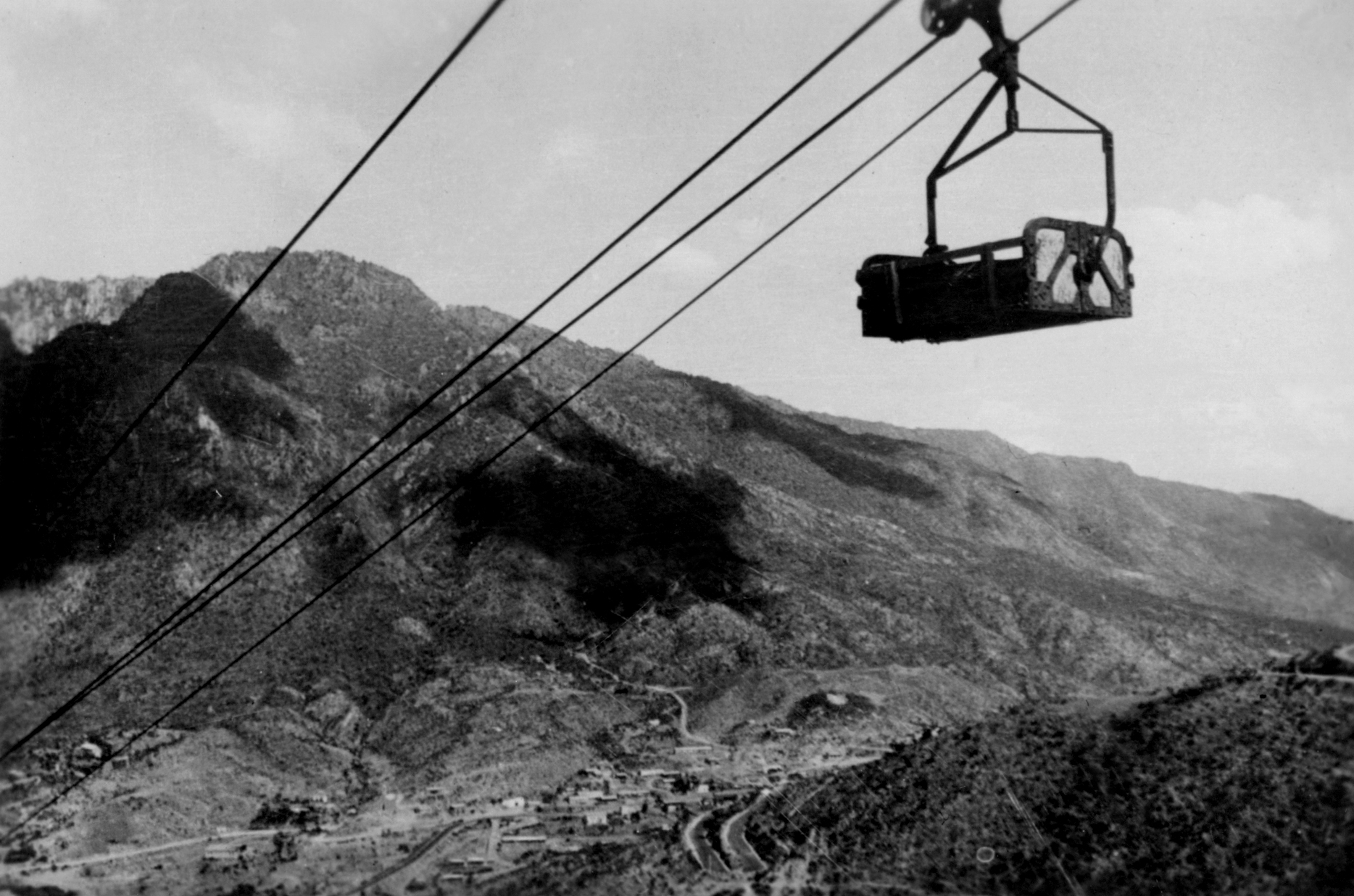
Linbanan mellan Massawa och Asmara

Etiopiens järnväg kompletterades med linbanan ”Asmara-Massawa Cableway”. Den byggdes av en italiensk ingenjörsfirma och färdigställdes år 1937. Linbanan gick mellan hamnen i Massawa och staden  Asmara och den var, med sina 75 km, den längsta av sin typ när den invigdes. Den hade dubbla bärkablar, som bars upp av 464 järnstolpar, samt 13 stationer med dieselmotorer. Med 1620 små transportvagnar kunde linbanan transportera 30 ton gods per timme. Britterna, som ockuperade Eritrea i 11 år efter segern mot Italien under andra världskriget, monterade ned linbanan år 1944 för att använda materialet i den brittiska kolonin Kenya. Rester av fundamenten finns fortfarande kvar.